# Sedna (planetka)
(90377) Sedna (symbol: ) je velké transneptunické těleso (TNO), jehož průměr může dosahovat až dvou třetin průměru trpasličí planety Pluto a pohybující se sluneční soustavou po velmi výstředné dráze, v takzvaném odděleném disku.

## Původ jména
Těleso dostalo jméno po inuitské bohyni Sedně, která vládla všem mořím a oceánům a jejich obyvatelům, např. tuleňům, a která žila v temnotách inuitského podsvětí.

## Historie
Těleso objevili 14. listopadu 2003 astronomové Mike Brown, Chad Trujillo a David Rabinowitz na Observatoři Palomar poblíže města San Diego v Kalifornii (USA) v průběhu přehlídky nebe dalekohledem Samuela Oschina, tj. Schmidtovou komorou o průměru 1,22 m, vybavenou 160megapixelovou kamerou Yale-Palomar Quest. V té době se objekt nacházel v tehdy rekordní vzdálenosti přibližně 90 AU od Slunce (později byl tento rekord překonán; v současné době jej drží planetka (136199) Eris, která byla objevena ve vzdálenosti 97 AU). Dodatečně byla Sedna objevena též na předobjevových snímcích, pořízených již 25. září 1990.
Objevitelé velmi brzy zjistili na základě jejího velmi pomalého pohybu, že se jedná o mimořádně zajímavé těleso, nacházející se ve velké vzdálenosti od Slunce. Protože zdánlivá hvězdná velikost byla přesto značná, dalo se usuzovat, že i jeho velikost bude mimořádná. Proto se o něm začalo uvažovat jako o desáté planetě Sluneční soustavy, přestože to naprostá většina astronomů okamžitě odmítla. Přesto v souvislosti s její výjimečností oznámili objevitelé na tiskové konferenci, uspořádané 15. března 2004, že jí navrhli jméno „Sedna“, čímž porušili pravidla Mezinárodní astronomické unie (IAU), která povolují pojmenování planetek teprve poté, co je jim přiděleno definitivní označení (katalogové číslo). K definitivnímu schválení jména pak došlo teprve v srpnu 2004.

## Popis planetky

### Dráha planetky

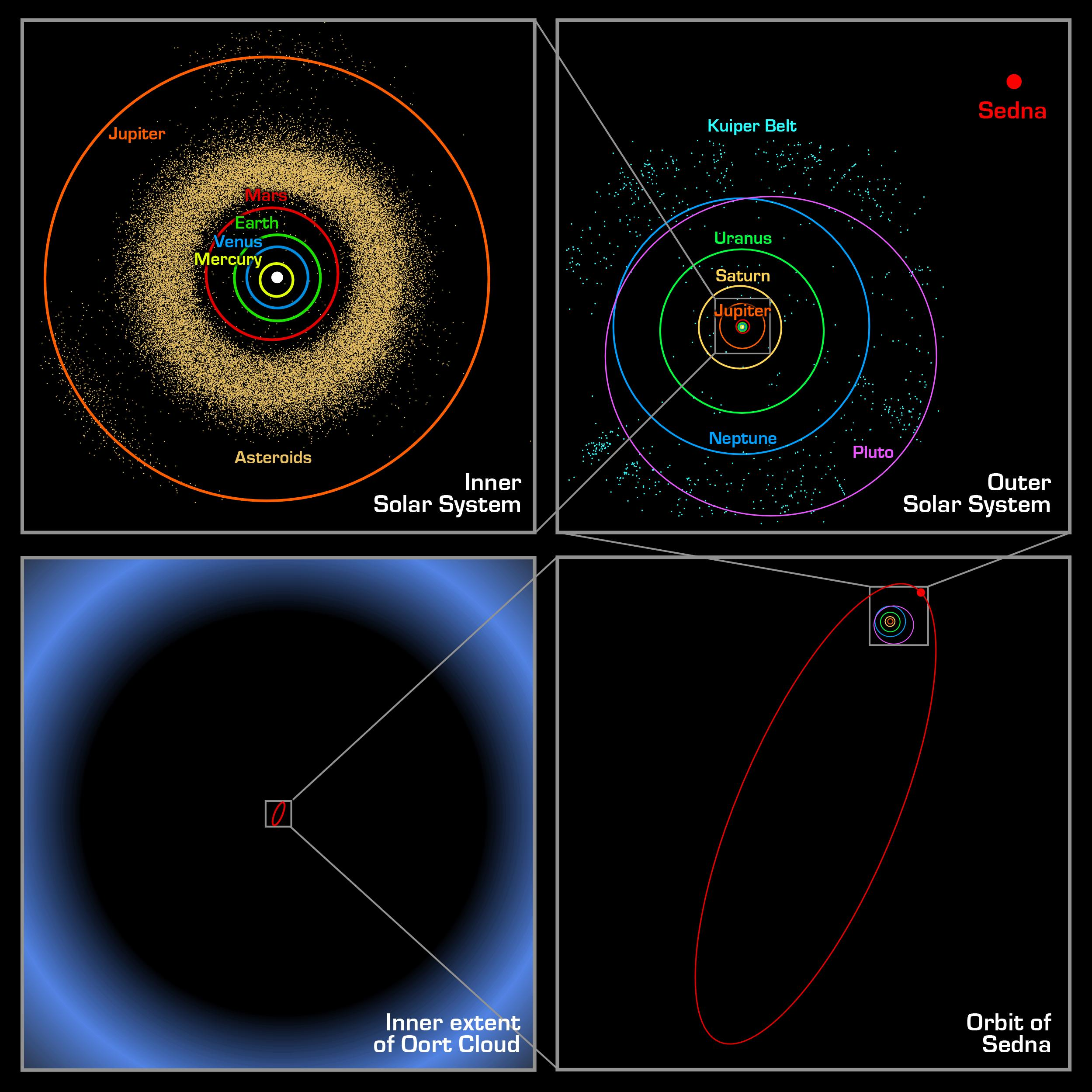
Dráha Sedny v porovnání s drahami vnějších planet Sluneční soustavy a Oortově oblaku

Sedna se pohybuje po velmi výstředné eliptické dráze (viz tabulka vpravo), jejíž afel dosahuje hodnoty blížící se 1000 AU. V současné době se ještě přibližuje ke Slunci, přičemž perihelu má dosáhnout v roce 2076, kdy bude od Slunce vzdálena jen 76 AU, což však znamená přibližně 1,5krát dále, než sahá dráha Pluta.
Studie H. Levinsona a A.Morbidelliho z hvězdárny Observatoire de la Côte d'Azur (OCA) v Nice (Francie) vysvětluje mimořádnou dráhu Sedny působením blízkého průletu (~800 AU) cizí hvězdy v průběhu prvních 100 milionů let existence naší Sluneční soustavy. Mohlo se pravděpodobně jednat o hvězdu, která vznikla souběžně se Sluncem z téže původní plynné mlhoviny. Podle jiného, méně pravděpodobného scénáře, mohla sama Sedna vzniknout jako planeta obíhající kolem hnědého trpaslíka, o hmotnosti přibližně dvacetiny hmotnosti Slunce, který Sednu ztratil během svého průletu Sluneční soustavou.
Jiné možné vysvětlení, navrhované S. Gomezem a jeho spolupracovníky, předpokládá existenci hypotetické velké planety, obíhající ve vnitřní části Oortova oblaku. Počítačové simulace ukázaly, že taková planeta o hmotnosti Jupiteru, obíhající ve vzdálenosti 5000 AU, či velikosti Neptunu ve vzdálenosti 2000 AU nebo Země ve vzdálenosti 1000 AU, by mohla vyslat Sednu na její současnou dráhu. Problém této teorie však spočívá v tom, že na okraji vznikající Sluneční soustavy je původní prachoplynový disk příliš řídký, takže formování tak velkých planet v této oblasti je velmi nepravděpodobné, případně by trvalo velmi dlouho (asi miliardu let).

### Zařazení planetky

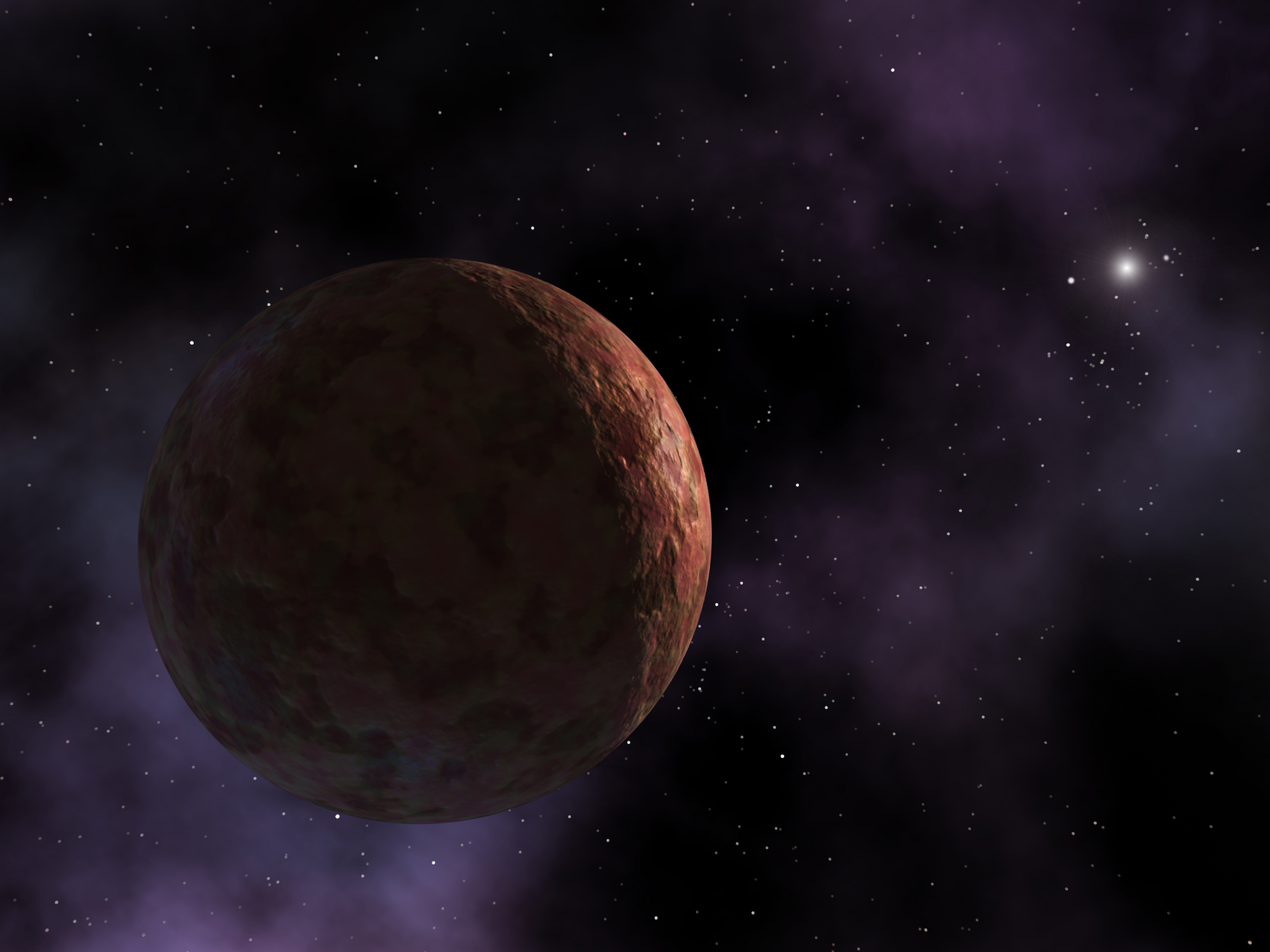
Umělecká představa Sedny

Podle názoru jejích objevitelů je Sedna prvním pozorovaným objektem Oortova oblaku, neboť její dráha sahá příliš daleko, aby mohla být považována za příslušníka Kuiperova pásu (KBO). Protože je však na druhou stranu podstatně blíže, než se očekávalo pro objekty Oortova oblaku a rovina její dráhy se příliš neliší od roviny ekliptiky (sklon činí pouze přibližně 11°) a tedy ani od rovin, v nichž obíhají KBO, zavedli kompromisní kategorii těles vnitřního Oortova oblaku, který považují za plochý diskovitý útvar, jímž přechází Kuiperův pás plynule do kulovité hlavní části Oortova oblaku.
Naproti tomu jiní astronomové tvrdí, že sklon a rozměry eliptické dráhy Sedny jsou dostatečným důkazem toho, že se jedná o KBO a že naopak je nutno revidovat naše představy o tom, do jaké vzdálenosti oblast Kuiperova pásu ve skutečnosti sahá.
Tato diskuse se však netýká otázek, jak se Sedna dostala na svoji současnou dráhu.

### Fyzikální vlastnosti
Z pozorování, uskutečněných krátce po jejím objevu, které neodhalily významné periodické změny v jasnosti, se usuzovalo, že má velmi dlouhou dobu rotace kolem osy, v rozmezí 20 až 50 dní, což vedlo k domněnce, že má menšího průvodce (měsíc), jehož slapové působení zbrzdilo původní rotaci tohoto tělesa. Při sledování Sedny Hubbleovým vesmírným dalekohledem (HST) v březnu 2004 však žádný měsíček nalezen nebyl. Pozdější zkoumání Sedny šestimetrovým dalekohledem MMT observatoře na Mt. Hopkins v Arizoně však prokázala, že rotační perioda je mnohem kratší, přibližně desetihodinová, což je obvyklé u samostatných těles této velikosti. Současně se tím prokázalo, že povrch Sedny má málo albedových útvarů, což naznačuje, že v průběhu vývoje v minulosti nebyl vystaven intenzivnímu bombardování, které by odkrylo světlejší podložní vrstvy, a že se tedy Sedna pravděpodobně nikdy nepohybovala ve vnitřních částech Sluneční soustavy.

Oběžná dráha planet a planetky Sedna

Neexistence průvodce Sedny také znemožňuje přesné stanovení hmotnosti tohoto objektu. Není ani známo její albedo a proto i výpočet jejího průměru je značně nejistý. To že ji nebylo možno pozorovat v infračervené oblasti spektra družicovou observatoří Spitzer organizace NASA, vedlo ke zjištění, že její průměr nemůže být větší, než 75 % průměru Pluta. To naopak znamená, že ve viditelném světle má značnou odrazivost a že její albedo tedy musí být větší než 20 %. Ze všech těchto úvah vyplývá, že průměr Sedny se může pohybovat ve značně širokém rozmezí od 1180 do 1800 km. V současné době je tedy čtvrtým největším tělesem TNO po (136199) Eris, Plutu a (136472) Makemake.
Vzhledem k velké vzdálenosti od Slunce rovnovážná teplota povrchu Sedny nemůže být nikdy vyšší, než 23 K (tj. −250 °C). Proto nemůže mít žádnou atmosféru, neboť žádné plyny s výjimkou vodíku a hélia (které si vzhledem k slabé gravitaci neudrží) nemohou při těchto teplotách existovat v plynném stavu.

### Chemické vlastnosti
Spektroskopické zkoumání Sedny ukázalo, že povrch tohoto tělesa má výrazně načervenalou barvu. Na základě toho se usuzuje, že na rozdíl od Pluta a jeho měsíce Charonu není její povrch pokryt dusíkovým, vodním a metanovým sněhem. Načervenalou barvu připisuje C. Trujillo tholinu, složitým vysokomolekulárním organickým sloučeninám, vznikajícím působením radiace na jednoduché uhlovodíky, a vyskytujícím se např. na povrchu planetky (5145) Pholus či v atmosféře Saturnova měsíce Titanu. Pozorovaným spektrům Sedny nejlépe vyhovuje směs tvořená 24 % tholinu, 7 % amorfního uhlíku, 26 % metanolového ledu a 33 % metanu.